# 60º anniversario della Repubblica Popolare Cinese

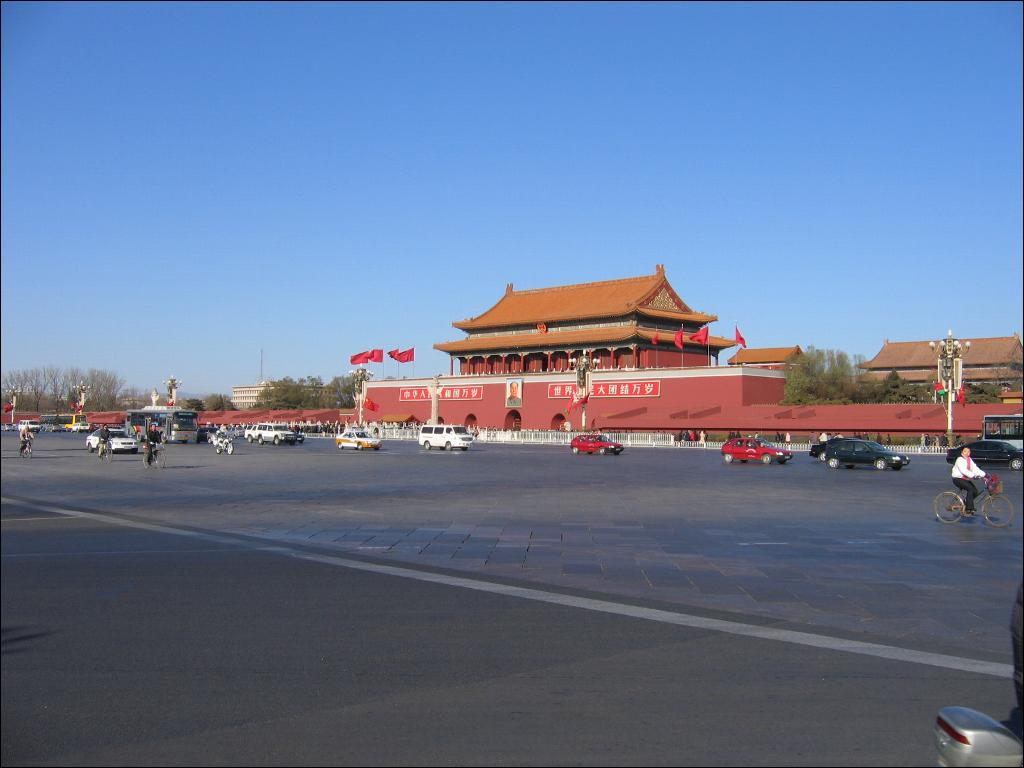
Le celebrazioni del 60º anniversario della Repubblica Popolare Cinese ebbero luogo sul Viale Chang'an, di fronte alla porta Tienanmen

Il 60º anniversario della Repubblica Popolare Cinese (庆祝中华人民共和国成立60周年大会, Qìngzhù zhōnghuá rénmín gònghéguó chénglì 60 zhōunián dàhuì) ebbe luogo il 1º ottobre 2009. Una parata militare, a cui parteciparono più di 10.000 soldati, venne organizzata nella Piazza Tienanmen di Pechino; insieme ad essa vennero presentate diverse armi ad alta tecnologia. Nelle altre città della repubblica si tennero celebrazioni di natura affine. Il leader cinese di primaria importanza, Hu Jintao, ispezionò le truppe disposte lungo il viale Chang'an. In seguito alla parata militare ci fu un corteo civile, che coinvolse 100.000 cittadini cinesi.

## Contesto storico
La Repubblica Popolare Cinese fu fondata il 1º ottobre 1949. Dal 1949 al 1959, in occasione dell'anniversario della repubblica, si tennero ogni anno eventi di dimensioni variabili, presieduti dal presidente Mao Zedong finché, nel settembre del 1960, il governo cinese non decise di ridurre il numero di festeggiamenti di stato ad una sola cerimonia militare per decennio, con parate meno importanti a cadenza quinquennale. Tale decisione faceva parte di una linea di provvedimenti presi per risparmiare i fondi del governo, e rappresentava un approccio più "frugale" da parte delle autorità cinesi. L'ultima celebrazione su larga scala dell'epoca maoista fu quella del 1969. Dopodiché, per quattordici anni, durante gli anni in cui la Rivoluzione culturale raggiunse il suo picco, non vi fu alcun evento di simile portata. In seguito alla Rivoluzione culturale, le celebrazioni più importanti furono quella del 1984 e quella del 1999, rispettivamente il 35º e il 50º anniversario della Repubblica Popolare Cinese. Queste due parate militari furono presiedute rispettivamente dal leader di primaria importanza Deng Xiaoping e da Jiang Zemin, i quali ispezionarono anche l'Esercito Popolare di Liberazione. Quella del 2009 fu la prima e l'ultima parata ad essere presieduta da Hu Jintao, il quale dovette, a causa dei limiti di mandato, lasciare l'ufficio del Segretario generale del Partito comunista cinese nell'anno 2012.

## Preparazioni

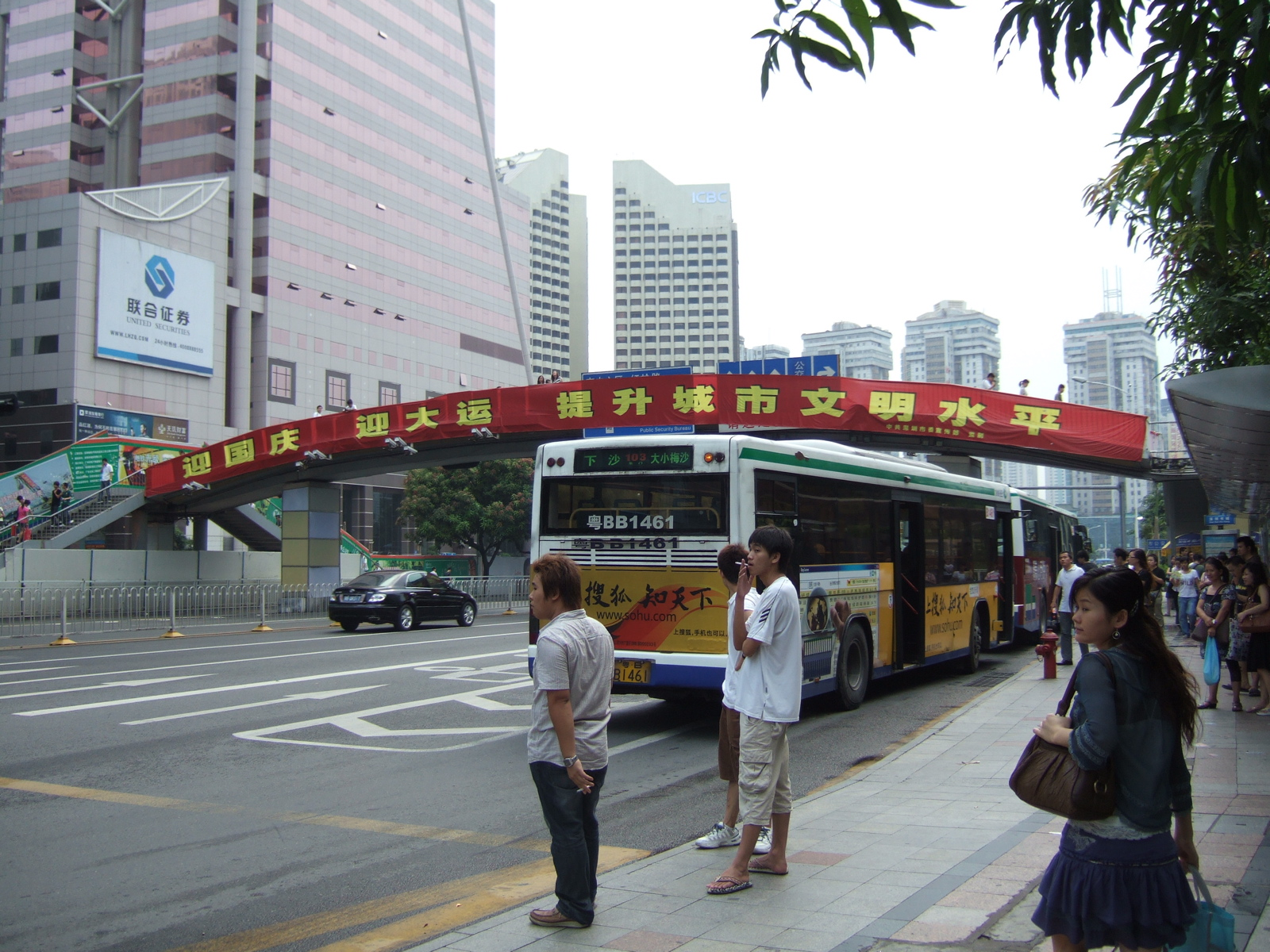
Striscione nella città di Shenzhen appeso nell'agosto del 2009

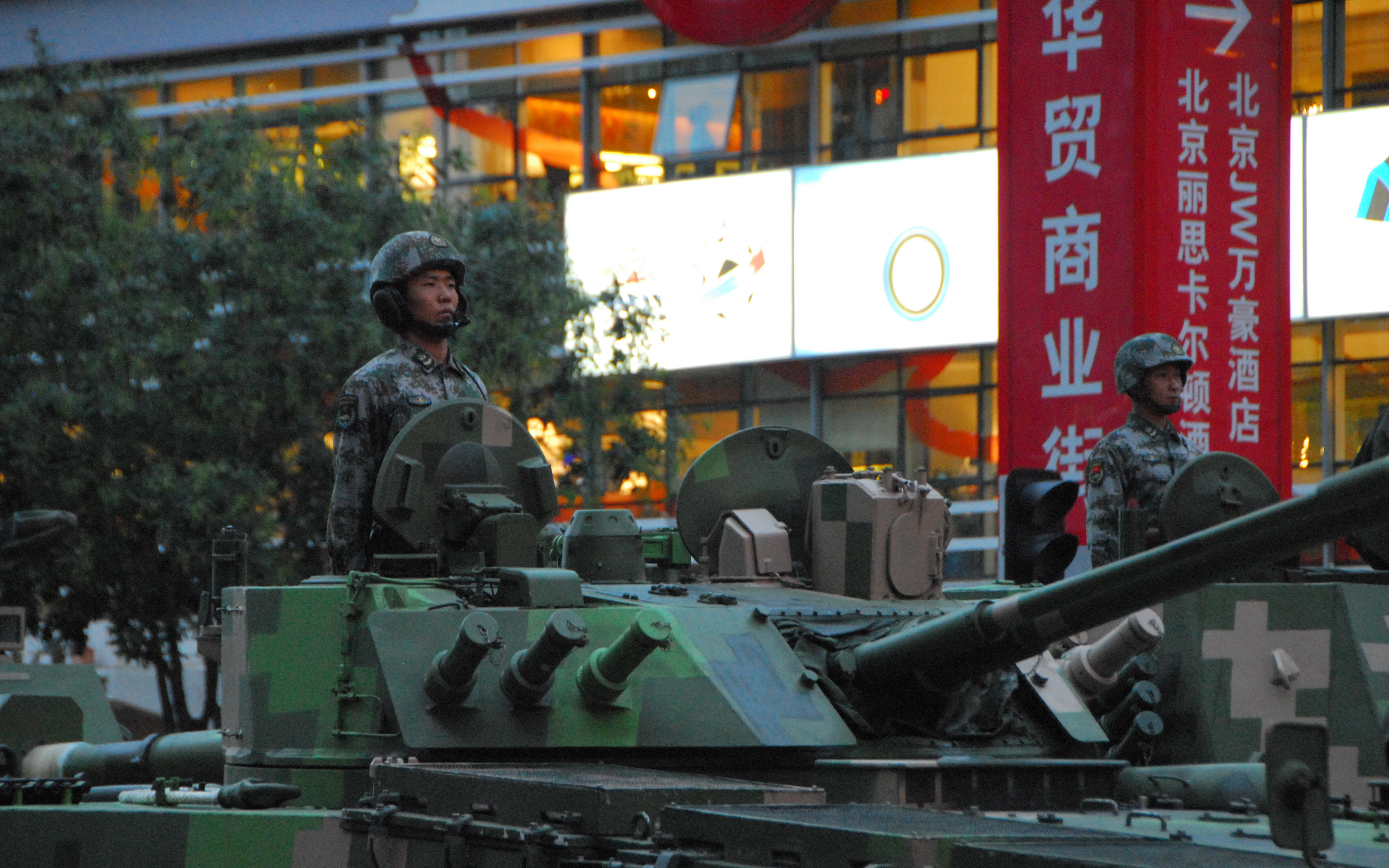
Esercizio di addestramento per la parata militare nel distretto di Chaoyang

Quaranta milioni vasi di fiori, forniti dalla Beijing Flowers & Trees Corp., di proprietà del governo, vennero sistemati lungo le vie di Pechino. Tra di essi, cinque milioni vennero piantati lungo l'asse est-ovest del viale Chang'an, noto anche con il nome di "viale della pace eterna". Durante le preparazioni, i fiori furono sorvegliati ventiquattr'ore su ventiquattro. Nel frattempo, la fabbrica Beijing Jinggong si adoperò nella produzione di due milioni di bandiere nazionali cinesi. In piazza Tienanmen vennero eretti i 56 "pilastri dell'unità nazionale", un omaggio ai 56 gruppi etnici che popolano la Cina; ognuno di questi pilastri conteneva dei fuochi d'artificio, pronti per essere usati la notte del 1º ottobre. La folla di visitatori venne tenuta sotto controllo da 800.000 volontari, che si adoperarono per mantenere l'ordine in piazza Tienanmen. 30.000 volontari, inoltre, offrirono servizi di traduzione nelle stazioni della metropolitana e degli autobus.
I servizi di disinfestazione pechinesi ricevettero il ruolo di sterminare la popolazione di ratti, zanzare, mosche e scarafaggi. Senza alcun preannuncio, quattro sessioni notturne di disinfestazione ebbero luogo in piazza Tienanmen e nella Città Proibita. Gli abitanti di Pechino vennero incoraggiati a prendere parte alla disinfestazione: diversi cartelloni propagandistici che, secondo il The Times, richiamano alla mente la campagna di eliminazione dei quattro flagelli, apparvero in tutta la città; essi recavano slogan come, per esempio: "Eliminate i quattro flagelli, date importanza all'igiene. Diamo il benvenuto, nella maniera più pulita possibile, alla festa nazionale!".
Il 29 agosto piazza Tienanmen venne chiusa al pubblico per le prime prove. Il 16 settembre decine di migliaia di artisti si esibirono in un'ulteriore prova, già vestiti dei loro costumi. Anche l'esercito si preparò all'evento: difatti, il 6 settembre, diverse centinaia di veicoli militari percorsero il viale Chang'an. Il 18 settembre diverse vie di Pechino vennero chiuse al pubblico per le preparazioni finali. La polizia liberò tutte le strade e gli edifici non residenziali nei pressi della piazza Tienanmen per agevolare la prova finale che avrebbe avuto luogo la notte stessa. I media statali iniziarono a pubblicare articoli e servizi riguardanti gli estenuanti mesi di preparazione al 60º anniversario della repubblica, sottolineando come migliaia di soldati avessero speso quattro mesi nel perfezionamento della loro marcia sincronizzata. Tali prove ebbero luogo in un campo di pratica costruito per imitare la configurazione del viale Chang'an. Esso era, inoltre, dotato di una tribuna riservata alle autorità di spicco. A causa dei diversi problemi causati dalle prove (e.g. il blocco delle vie principali e la chiusura di gran parte della metropolitana di Pechino), l'Agenzia Nuova Cina annunciò che le prove finali, inizialmente previste per il 26 settembre, erano state cancellate.

### Sicurezza
Secondo il The Sunday Times le misure di sicurezza avrebbero ecceduto di gran lunga quelle che erano state messe in atto in occasione dei giochi della XXIX Olimpiade. La polizia fu particolarmente attiva nella zona di Pechino e nelle province circostanti: vennero adoperate pattuglie armate durante i turni notturni dal 15 settembre fino alla conclusione delle celebrazioni. Sotterranei e seminterrati furono costantemente ispezionati; ad alcuni ristoranti con terrazze sul tetto fu vietata la sistemazione dei clienti sul lato rivolto verso la strada. Tuttavia il 17 settembre, nonostante la polizia fosse stata messa in allerta per tutta la durata della fase preparatoria, un uomo armato di coltello riuscì a uccidere due persone e ferirne dodici nella zona centrale di Pechino. Peter Ford, del quotidiano statunitense The Christian Science Monitor, affermò che l'aggressione era stata minimizzata dai media locali. Tuttavia, in seguito all'attacco, i coltelli vennero rimossi dai supermercati nei dintorni, come Carrefour e Walmart.
La vigilanza paramilitare venne impiegata presso ponti, tunnel stradali e altri punti affollati della città. I residenti vennero scoraggiati dall'affacciarsi sui balconi rivolti sulla strada, a differenza delle celebrazioni del 1999, quando era possibile assistere all'evento dalla propria abitazione. 30.000 persone furono ufficialmente invitate dal governo per costituire il pubblico degli imminenti festeggiamenti; tutti gli altri furono caldamente invitati a seguirli in TV, "per evitare complicazioni".
Secondo il quotidiano The Times la comunità di uiguri dello Xinjiang si trovava nel mirino delle autorità, le quali si armarono di unità antiterrorismo e di informatori per poter sorvegliare i distretti considerati più problematici. Vennero posti sotto vigilanza dei buddhisti tibetani e vennero arrestati diversi dissidenti. Le auto che si accingevano ad entrare a Pechino furono perquisite, mentre ai contadini che, solitamente, arrivavano nella capitale per esporre le loro rimostranze sotto forma di petizioni, fu negato l'accesso alla città. I provvedimenti presi dal ministero della pubblica sicurezza cinese a Pechino e in province limitrofe come Hebei, Liaoning, Shandong e Shanxi, nella regione autonoma della Mongolia Interna e nella municipalità di Tientsin, furono paragonati da un alto funzionario a un "fossato di sicurezza": secondo lui "la sicurezza in occasione delle celebrazioni della giornata nazionale cinese e la stabilità nella città di Pechino devono essere di primaria importanza". Secondo il The Times la censura divenne più rigida e severa anche sui social network: molti siti, come Facebook e Twitter, vennero bloccati; un analista dei media notò come le autorità avessero aggiornato i propri mezzi tecnologici per bloccare i servizi proxy gratuiti e le reti virtuali private a una settimana dalle celebrazioni dell'anniversario.
Tra gli altri provvedimenti di sicurezza attuati dal governo vi sono lo spostamento delle buche delle lettere e delle edicole dal viale Chang'an, e la chiusura o la limitazione dell'attività di alcuni alberghi lungo il percorso (e.g. il Beijing Hotel, il Beijing News Plaza Hotel e il Beijing International Hotel). Agli alberghi che si affacciano solo in parte sul viale Chang'an venne data la possibilità di operare regolarmente a patto che, durante le celebrazioni, vengano rese inaccessibili le camere rivolte sulla strada principale.

## Media
Dal 22 settembre al 2 ottobre il governo allestì un centro multimediale nell'albergo Media Center Hotel per i giornalisti che avevano intenzione di seguire l'evento. Il rappresentante di tale centro, Zhu Shouchen, rivelò che il numero di giornalisti che volevano coprire i festeggiamenti era intorno ai 4.500. Le organizzazioni mediatiche erano in tutto 346, con sede in 108 paesi diversi. Solo Hong Kong, Macao e Taiwan erano rappresentati da quasi 400 giornalisti.
Un film, intitolato "The Founding of a Republic" (建国大业S, jiànguó dà yèP), prodotto dalla China Film Group Corporation (CFG) in occasione dei festeggiamenti del 60º anniversario della repubblica, venne distribuito a livello nazionale il 17 settembre. Il lungometraggio ripercorre l'ascesa e il trionfo del comunismo in Cina, con un cast che comprende, seppur in brevi cameo, celebrità come, ad esempio, Zhang Ziyi, Jackie Chan, Jet Li e direttori noti come Jiang Wen, Chen Kaige e John Woo. Le parti dei personaggi principali, come Mao Zedong, vennero recitate da attori meno famosi. Il film fu diretto dal presidente della CFG Han Sanping e da Huang Jianxin. Un portavoce della CFG rivelò che molte celebrità risposero alla richiesta di Han Sanping di entrare a far parte del cast del film, spesso rifiutando di venire pagati. Fu per questo motivo che "The Founding of a Republic" venne girato con un budget di appena 60–70 milioni di yuan (poco meno di 10 milioni di euro). Secondo il dirigente di una delle catene di multiplex più importanti del paese, il film fu in grado di unire "il nucleo di un film 'eticamente stimolante'" – caratteristico, secondo l'Associated Press, dei lungometraggi propagandistici – "con una natura di stampo più commerciale".

## Parate

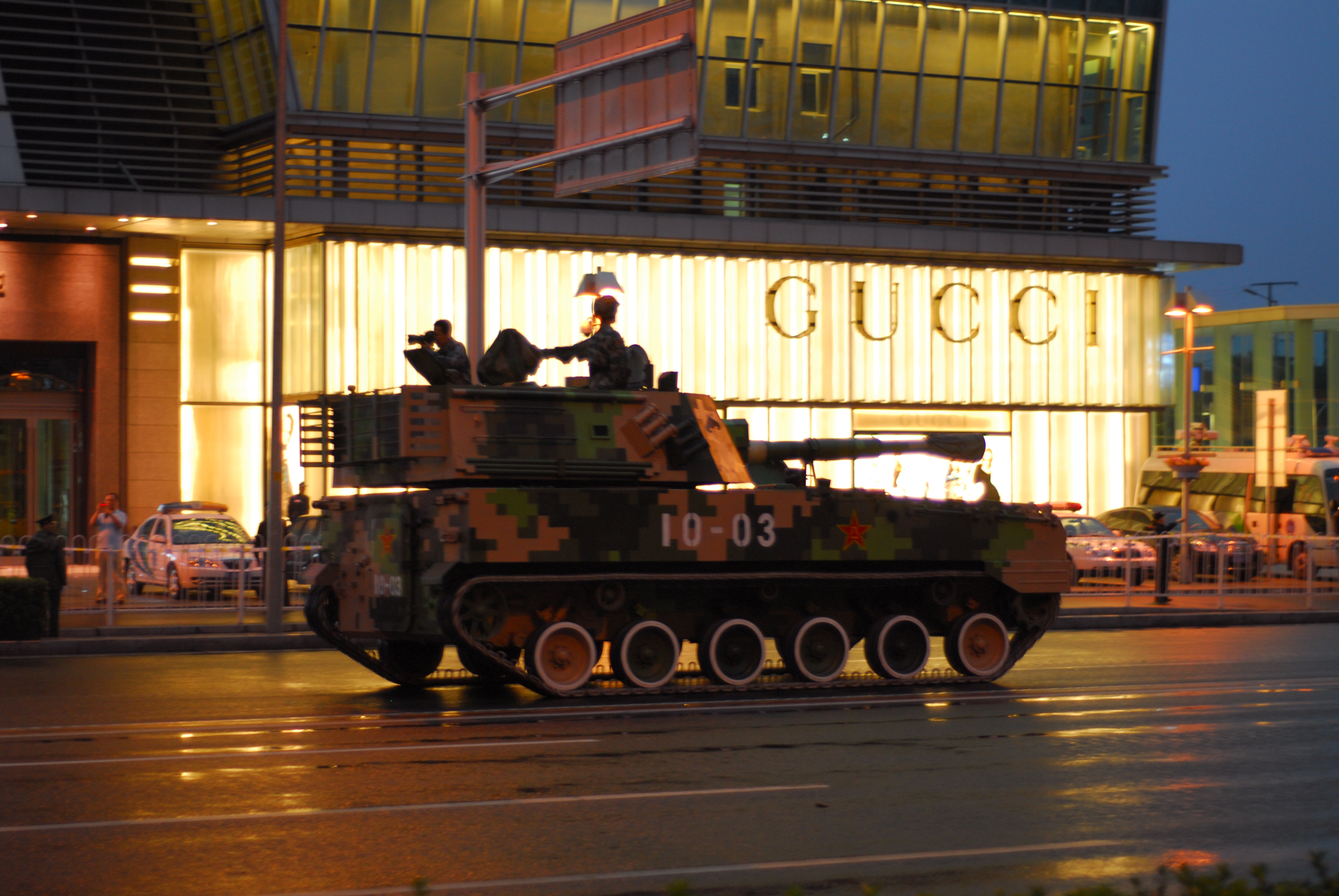
Un obice semovente PLZ-89 durante una delle esercitazioni di prova, con sullo sfondo uno dei negozi del centro commerciale di lusso Shin Kong Place.

### Leader
Liu Qi, il segretario del partito comunista comunale di Pechino, era il maestro delle cerimonie dell'evento. Hu Jintao, nel suo ruolo di segretario generale del partito comunista cinese, presidente della repubblica popolare e della commissione militare centrale, presiedette alla parata militare. Inoltre, tutti i membri del comitato permanente dell'ufficio politico e l'ex segretario generale, il presidente Jiang Zemin, stettero sugli spalti di Tienanmen nell'ordine di precedenza dettato dal protocollo. Parteciparono all'evento anche altri ex politici, come gli ex premier Li Peng e Zhu Rongji, e l'ex vice presidente Zeng Qinghong.

### Parata militare

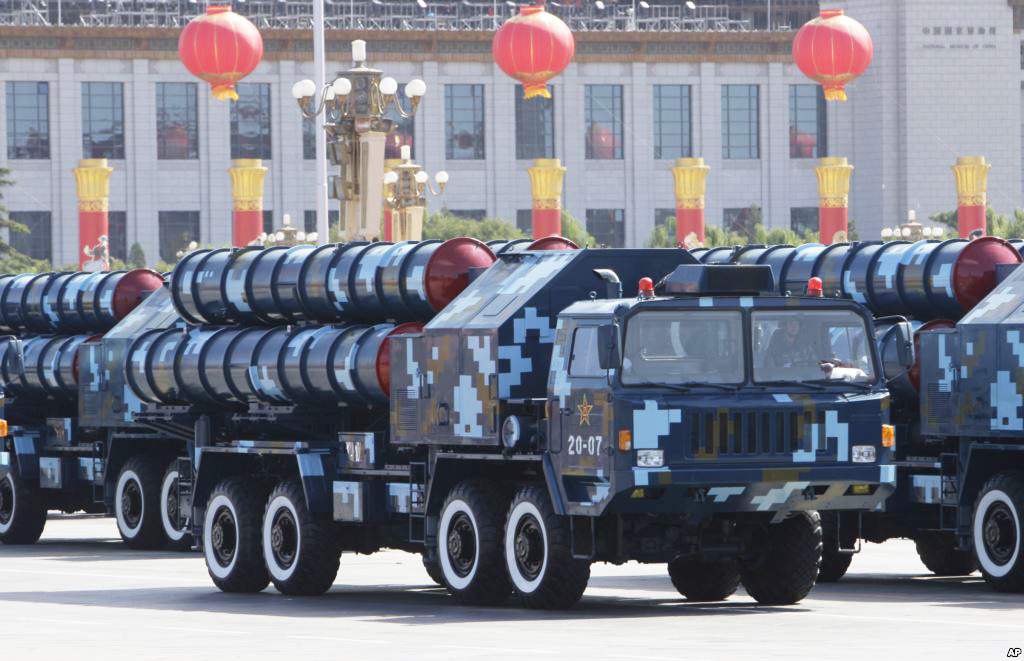
Missili HQ-9 mostrati durante la parata militare

La parata militare ebbe luogo sul viale Chang'an e venne supervisionata dai leader del paese dagli spalti di Tienanmen, sopra al ritratto di Mao Zedong. Hu Jintao ispezionò le truppe a bordo di una Hongqi HQE, con una targa speciale (京V 02009), progettata appositamente per l'evento. Il budget del governo cinese per la realizzazione della parata militare ammontava sui 44 milioni di dollari, anche se ci furono diversi tagli al bilancio per via della recente crisi finanziaria globale. Durante la parata vennero mostrati al pubblico 52 nuovi tipi di armamenti militari, come i carri armati ZTZ-99, i caccia multiruolo J-10, gli aerei di preallarme e di controllo KJ-200 e KJ-2000, gli elicotteri d'attacco Z-9W e nuovi modelli dei fucili d'assalto QBZ-95 e QBZ-03.
Cinque nuovi tipi di missile vennero rivelati dal secondo corpo di artiglieria, nella cui marcia vennero inclusi 108 missili. Tale porzione della parata aveva, come obiettivo, lo sfoggio delle abilità nella deterrenza strategica da parte dell'esercito cinese.

#### Lista delle divisioni partecipanti
Le seguenti divisioni sono disposte in ordine di apparizione:
- La formazione a quadrato delle guardie d'onore dell'Esercito Popolare di Liberazione (in cinese: 中国人民解放军三军仪仗队S)
- La formazione a quadrato dei cadetti delle forze di terra dell'Esercito Popolare di Liberazione (in cinese: 陆军学员方队S)
- La formazione a quadrato della fanteria delle forze di terra dell'Esercito Popolare di Liberazione (in cinese: 陆军步兵方队S)
- La formazione a quadrato delle truppe speciali delle forze di terra dell'Esercito Popolare di Liberazione (in cinese: 陆军特种部队方队S)
- La formazione a quadrato dei cadetti della marina dell'Esercito Popolare di Liberazione (in cinese: 海军学员方队S)
- La formazione a quadrato dei marinai della marina dell'Esercito Popolare di Liberazione (in cinese: 海军水兵方队S)
- La formazione a quadrato delle truppe della marina dell'Esercito Popolare di Liberazione (in cinese: 海军陆战队方队S)
- La formazione a quadrato dei cadetti della forza aerea dell'Esercito Popolare di Liberazione (in cinese: 空军飞行学员方队S)
- La formazione a quadrato dei paracadutisti della forza aerea dell'Esercito Popolare di Liberazione (in cinese: 空军空降兵方队S)
- La formazione a quadrato del secondo corpo di artiglieria dell'Esercito Popolare di Liberazione (in cinese: 第二炮兵学员方队S)
- La formazione a quadrato delle soldatesse dell'Esercito Popolare di Liberazione (in cinese: 三军女兵方队S)
- La formazione a quadrato della polizia armata del popolo (in cinese: 武警方队S)
- La formazione a quadrato delle riserve militari dell'Esercito Popolare di Liberazione (in cinese: 预备役方队S)
- La formazione a quadrato della milizia femminile (in cinese: 女民兵方队S)

#### Lista dei mezzi militari apparsi nella parata

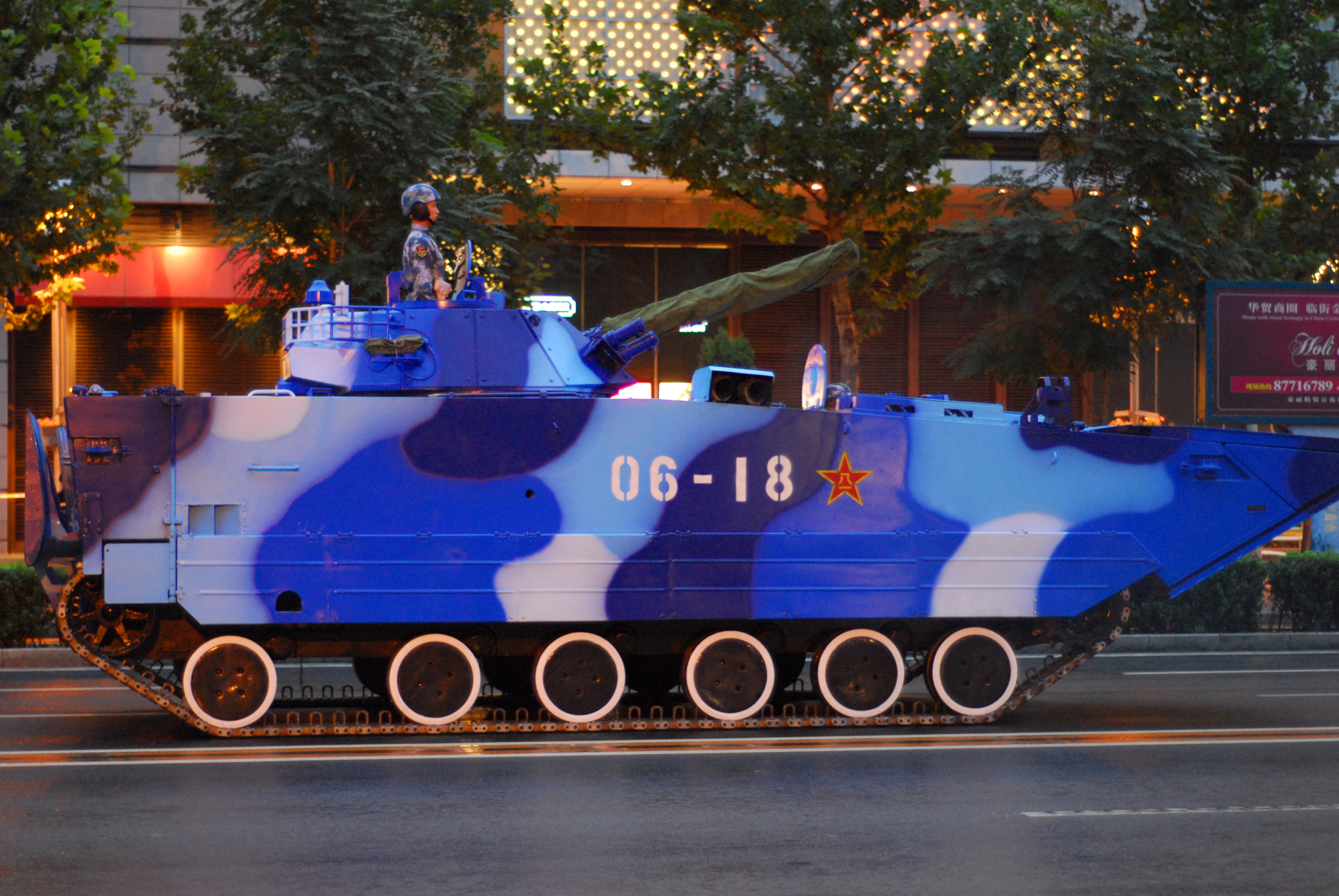
Un VCCF anfibio ZBD2000 a Pechino durante una delle esercitazioni di prova.

Secondo i media officiali cinesi, tutti i mezzi militari mostrati durante la parata sono stati fabbricati in Cina. I mezzi apparsi per la prima volta in occasione dell'evento sono evidenziati in grassetto.
- Carro armato da combattimento ZTZ99
- Carro armato da combattimento ZTZ96A
- Veicolo corazzato da combattimento anfibio ZBD2000
- Veicolo corazzato da combattimento della fanteria ZBD-97
- Veicolo corazzato da combattimento della fanteria ZBL-08/09
- Veicolo corazzato da combattimento della fanteria aviotrasportato ZLC2000
- Veicolo corazzato da combattimento antisommossa ZSL-92
- Obice semovente 155mm Type 05
- Obice semovente 122mm Type 07
- Mortaio semovente 120mm PLL-05
- Cacciacarri 100mm PTL02
- Lanciarazzi multiplo 300mm PHL03
- Missile anticarro HJ-9
- Artiglieria semovente antiaerea tipo 95
- Missile terra-aria HQ-7
- Missile terra-aria HQ-16
- Missile antinave YJ-83
- Missile da crociera terra-nave YJ-62
- Missile terra-aria
- Missile terra-aria HQ-12
- Aeromobili tattici a pilotaggio remoto della serie ASN
- Missile balistici a corto raggio DF-15
- Missile balistici a corto raggio DF-11
- Missile da crociera d'attacco terrestre CJ-10
- Missile balistici a medio raggio DF-21
- Missile balistici intercontinentali DF-31
- Missile balistici intercontinentali DF-31A
- Velivolo di preallarme KJ-2000
- Velivolo di preallarme KJ-200
- Bombardiere strategico Xian H-6
  - Una nuova variante dello Xian H-6K
- Cacciabombardiere JH-7A
- Caccia-intercettore J-8F
- Caccia multiruolo Chengdu J-10
- Caccia multiruolo Shengyang J-11
- Elicottero da trasporto Changhe Z-8
- Elicottero d'attacco Harbin Z-9W
- Aereo d'addestramento Hongdu JL-8
- Battello veloce d'attacco tipo 022
- Cacciatorpediniere tipo 052C
- Fregata tipo 054A

### Corteo di massa
Sessanta carri allegorici, con temi come lo sviluppo, il progresso scientifico, i traguardi raggiunti e la bellezza della Cina, vennero fatti sfilare per la piazza Tienanmen. Decine di questi carri erano circondati da 1,949 – o 2,009 – civili: il numero totale di cittadini che presero parte a questo corteo di massa fu di oltre centomila individui. Uno dei carri presentava una gigantografia di Mao Zedong; ad esso si susseguirono altri ritratti altrettanto grandi di Deng Xiaoping, Jiang Zemin e Hu Jintao. Su ognuno di questi ritratti si potevano leggere gli slogan delle ideologie dei rispettivi leader, i.e. il pensiero di Mao, la teoria di Deng Xiaoping, le tre rappresentanze e il concetto di sviluppo scientifico. Era possibile udire delle registrazioni audio dei quattro leader da degli altoparlanti. Vi fu, inoltre, un carro accompagnato da 181 stranieri da 53 paesi diversi, chiamato “Un mondo solo”.

#### Lista dei carri allegorici
- Preludio
  - La guardia d'onore
  - L'emblema nazionale
- Prima sezione: La lotta e l'inizio
  - Formazione "La lotta nel sangue"
  - Formazione "La fondazione della nuova Cina"
  - Formazione "Il pensiero di Mao"
- Seconda sezione: Riforma e apertura
  - Formazione "Il pensiero di Deng Xiaoping"
- Terza sezione: Verso il nuovo secolo
  - "Verso il nuovo secolo"
- Quarta sezione: Cina come potenza in ascesa
  - "Il concetto di sviluppo scientifico"

#### Lista degli slogan apparsi
- 国庆S ("Anniversario della nazione")
- Lo stemma della Repubblica Popolare Cinese con le date 1949 e 2009
- La bandiera della Repubblica Popolare Cinese
- La bandiera dell'Esercito Popolare di Liberazione
- La grande muraglia cinese
- 中华人民共和国万岁S ("Lunga vita alla Repubblica Popolare Cinese")
- 中国共产党万岁S ("Lunga vita al Partito Comunista Cinese")
- 人民万岁S ("Lunga vita al popolo")
- 听党指挥S ("Rispetta le indicazioni del partito")
- 服务人民S ("Servi il popolo")
- 英勇善战S ("Sii eroico in guerra")
- 忠诚于党S ("Sii leale al partito")
- 热爱人民S ("Ama il popolo")
- 报效国家S ("Servi il paese")
- 献身使命S ("Dedicati alla tua missione")
- 崇尚荣誉S ("Onora la nostra gloria")
- La colomba della pace
- 向人民英雄致敬S ("Tributo agli eroi del popolo")
- 社会主义好S ("Il socialismo è buono")
- 解放思想S ("Libera i tuoi pensieri")
- 改革开放S ("Riforma e apertura")
- 世纪跨越S ("La fine del secolo")
- 与时俱进S ("Sii al passo con i tempi")
- 科学发展S ("Sviluppo scientifico")
- 社会和谐S ("Armonia socialista")
- 1949
- 2009
- 祖国万岁S ("Lunga vita alla madrepatria")
- Onde di grano
- 科教兴国S ("La scienza e l'istruzione rafforzano la nazione")
- Peonie
- Loghi dei giochi olimpici e paralimpici a Pechino
- 万众一心众志成城S ("Tutti uniti davanti alle difficoltà")
- 维护世界和平S ("Proteggiamo la pace mondiale")
- 各族人民大团结万岁S ("Lunga vita alla grande unità dei popoli cinesi")
- 繁荣昌盛S ("Prosperità")
- Il dipinto nazionale 《江山如此多娇》S
- 富强民主文明和谐S ("Prospero, forte, democratico, civilizzato e armonioso")
- 时刻准备着S ("Sempre pronti")
- 明天会更好S ("Domani andrà meglio")

### Musiche

#### Durante l'alzabandiera e la parata militare
1. Marcia di benvenuto (欢迎进行曲S)
2. Marcia dei volontari (inno ufficiale della Repubblica Popolare Cinese) (义勇军进行曲S)
3. Inno militare dell'Esercito di liberazione popolare (中国人民解放军进行曲S)
4. Marcia dell'Esercito di liberazione popolare per l'ispezione delle truppe (marcia d'ispezione dell'esercito) (检阅进行曲S)
5. L'esercito del popolo è leale al partito (人民军队忠于党S)
6. Canto dell'accademia militare (军校之歌S)
7. La missione (使命S)
8. Sempre pronti (时刻准备着S)
9. Soldati (当兵的人S)
10. Marcia della parata dell'Esercito popolare di liberazione (分列式进行曲S)
11. Madrepatria, marcia (祖国，请检阅S)
12. Marcia dei veicoli armati (战车进行曲S)
13. Canto delle guardie leali (忠诚卫士之歌S)
14. Marcia dell'artiglieria (炮兵进行曲S)
15. Marina del popolo, avanti (人民海军向前进S)
16. Marcia della potenza militare (军威进行曲S)
17. Marcia del secondo corpo d'artiglieria (第二炮兵进行曲S)
18. Marcia dell'aeronautica militare dell'Esercito popolare di liberazione (中国空军进行曲S)
19. Amo i cieli blu della madrepatria (我爱祖国的蓝天S)

#### Durante la parata civile
1. Inno alla bandiera rossa
2. L'Oriente è rosso (东方红S)
3. Senza il partito comunista la nuova Cina non esisterebbe (没有共产党就没有新中国S)
4. Canto della bandiera rossa (红旗颂S)
5. Storia di primavera (春天的故事S)
6. Giovinezza, o giovinezza (青春啊青春S)
7. In un'era nuova (走进新时代S)
8. Canto dello Yangtze (长江之歌S)
9. Fiumi e montagne (江山S)
10. Oggi è il tuo compleanno (今天是你的生日S)
11. Nel campo della speranza (在希望的田野上S)
12. Noi operai siamo forti (咱们工人有力量S)
13. Canto di brindisi (祝酒歌S)
14. La bandiera rossa vola (红旗飘飘S)
15. Io e te (我和你S)
16. Melodia di benvenuto (迎宾曲S)
17. Amo la mia Cina (爱我中华S)
18. La Cina naviga (领航中国S)
19. Verso la rigenerazione (走向复兴S)
20. Inno dei giovani pionieri della Cina (中国少年先锋队队歌S)
21. Canti e sorrisi (歌声与微笑S)
22. Inno alla madrepatria (歌唱祖国S)

### Trasmissione in diretta
La televisione centrale cinese fu responsabile della trasmissione in diretta delle celebrazioni della giornata nazionale cinese e della parata militare, a partire dalle 8:00 (CST) fino a mezzogiorno sui canali CCTV-1, CCTV-3, CCTV-4, CCTV-7, CCTV-10, CCTV-12, CCTV-NEWS, CCTV-HD, CCTV Music Channel e sui canali in altre lingue (CCTV-9 in lingua inglese, CCTV-Français in francese, CCTV-Español in spagnolo, CCTV-Arabic in arabo e CCTV-Russian in russo), sia in diretta TV che online. CCTV-9, il canale in lingua inglese, mandò in onda repliche della celebrazione alle 16:00 del 1º ottobre e a mezzanotte e alle 7:00 del 2 ottobre.
La radio nazionale cinese fornì una trasmissione radio in diretta sulle stazioni radio CNR 1, 2, 3, 4 e 9 in Cina continentale, sulle stazioni CNR 7 a Hong Kong e a Macao, e CNR 5 in Taiwan.

## Serata di gala della festa nazionale
Durante la sera del 1º ottobre, dalle 20:00 alle 22:00, centinaia di danzatori si esibirono in piazza Tienanmen in un concerto di ventotto canti patriottici cinesi, accompagnati da un imponente spettacolo pirotecnico. Secondo i media nazionali, i fuochi d'artificio impiegati in tale spettacolo supererebbero il doppio di quelli utilizzati durante la cerimonia d'apertura dei giochi della XXIX Olimpiade. La serata di gala si poteva seguire sia sintonizzandosi sui canali della China Central Television che su internet.

### Canzoni
PreludioLa mia madrepatria (我的祖国S)
Capitolo 1La grande madrepatria (这是伟大的祖国S)
1. Amo la Cina (爱我中华S)
2. Buone notizie da Pechino alla campagna (北京喜讯到边寨S)
3. Inno (赞歌S)
4. Lo Xinjiang è un bel luogo (新疆好S)
5. Gli schiavi emancipati cantino fieri (翻身农奴把歌唱S)
6. La canzone delle campanule (桔梗谣S)
7. Fiori e giovinezza (花儿与少年S)
8. Le canzoni popolari sono come acqua di sorgente (山歌好比春江水S)
9. Le ragazze della montagna A-li(阿里山姑娘S)
10. La nostra madrepatria è un giardino (我们的祖国是花园S) (canzone ripetuta, con lievi modifiche, come chiusura del capitolo)

Capitolo 2La nostra terra natale (是我生长的地方S)
1. Oggi è il tuo compleanno (今天是你的生日S)
2. La terra della speranza (在希望的田野上S)
3. La marcia della Cina (中国进行曲S)
4. Il nuovo aspetto della nostra madrepatria (祖国一片新面貌S)
5. Un canto per brindisi (祝酒歌S)
6. Giorni buoni (好日子S)

Capitolo 3Questa vasta terra (在这片辽阔的土地上S)
1. Fieri costruttori (自豪的建设者S)
2. Giovane Cina (青春中国S)
3. Remiamo (让我们荡起双桨S)
4. Grande Cina (大中国S)
5. Giovani amici si riuniscono (年轻的朋友来相会S)
6. Una riunione dopo vent'anni (二十年后再相会S)

Capitolo 4Luce del sole dappertutto (到处都是明媚的阳光S)
1. La strada illuminata (阳光路上S)
2. Verso la rigenerazione (走向复兴S)
3. Walzer della giovinezza e dell'amicizia (青年友谊圆舞曲S)
4. Inno alla madrepatria (歌唱祖国S)
5. Fermamente ci teniamo per mano (我们紧握手S)
6. Il nostro paese (国家S)

## Monete commemorative e francobolli
Il 16 settembre, per commemorare l'anniversario, la Banca Popolare Cinese emise tre tipi di monete d'oro e due di monete d'argento. Le 60.700 monete d'oro vennero rilasciate al valore nominale di 10.000, 2.000 e 100 yuan; alle 106.000 monete d'argento, invece, vennero assegnati i valori di 300 e 10 yuan. Tutte queste monete, coniate dalla zecca di Shenzhen Guobao e da quella di Shenyang, hanno corso legale.
Il dritto delle monete è decorato da un'effigie dell'emblema nazionale cinese incastonato in un fregio di peonie. Il rovescio, invece, è più variegato: tra le varie illustrazioni figurano un razzo, un satellite, un treno ad alta velocità e lo stadio nazionale di Pechino. Si possono anche trovare rappresentazioni di portali, ponti e di altre strutture architettoniche. Le monete presentano anche un'iscrizione in caratteri cinesi che recita "In commemorazione del 60º anniversario della fondazione della Repubblica Popolare Cinese, 1949–2009".
Il 20 ottobre 2009, la corporazione filatelica nazionale della Cina emise tre collezioni filateliche per commemorare il 60º anniversario, i.e. due album di francobolli acquistabili al valore di 380 ¥ e 680 ¥, e un foglio di francobolli al prezzo di 1.280 ¥.
Il 1º ottobre le poste di Hong Kong rilasciarono un foglio di francobolli e un set di sei francobolli commemorativi. Essi sono a forma di ventaglio: quando vengono disposti uno accanto all'altro, formano il perimetro di un cerchio. La disposizione circolare, che rappresenta la cifra "0" del numero "60", può essere vista anche sul foglio stesso; la cifra "6" si trova alla sinistra dei sei francobolli. Il design venne selezionato in seguito a un concorso. Nel francobollo di 1,40 dollari, il celeberrimo Victoria Harbour e Tienanmen a Pechino sono rappresentati all'interno di ingranaggi connessi tra di loro; nel francobollo di 1,80 $ è possibile vedere la bandiera rossa della Repubblica Popolare, con un testo in cinese che recita "La bauhinia che non smette mai di fiorire". Il "nido d'uccello" e un veicolo spaziale della missione Shenzhou 7 figurano, rispettivamente, sui bolli da 2,40 $ e 2,50 $. In quelli da 3 $ e da 5 $, invece, si possono riconoscere il Tempio del Cielo e la Grande muraglia cinese, sovrastata dall'immagine di un drago. I due francobolli con lo sfondo rosso sono quelli che ritraggono Pechino e Victoria Harbour. Tali emissioni presentano anche l'emblema nazionale cinese e quello locale.

## Celebrazioni all'estero
A New York, l'Empire State Building si illuminò di luci rosse e gialle per commemorare l'evento, il che divenne subito oggetto di critiche anche da parte di diversi politici americani. Le luci vennero accese la notte del 30 settembre e anche la sera successiva, ossia il giorno dell'anniversario stesso.
Il 1º ottobre le poste nazionali del Pakistan, paese alleato della Cina, rilasciarono un francobollo di 5 rupie per commemorare l'anniversario.

## Proteste e incidenti
Il 18 settembre 2009 tre giornalisti dell'agenzia di stampa giapponese Kyodo News, intenti a documentare i preparativi dell'evento, vennero aggrediti da ufficiali cinesi nella loro camera d'albergo a Pechino. Il governo cinese, in seguito, rivelò che i giornalisti non avevano seguito l'indicazione ufficiale di non filmare i preparativi.
Circa 800 manifestanti, vestiti di nero, parteciparono a una protesta per i diritti umani, la quale iniziò nel Charter Garden del distretto centrale di Hong Kong. L'obiettivo era quello di portare la replica di una bara davanti all'ufficio di rappresentanza della Cina continentale, il che causò vari conflitti fisici. Il gruppo musicale My Little Airport pubblicò una canzone intitolata "I Love the Country, But Not the Party" (我愛郊野，但不愛派對T), facendo uso di un gioco di parole: la parola "campagna", in cinese, è stata resa in inglese come country, che significa anche "paese, nazione", e la parola party si può anche intendere come "partito".